# Superbowl League
La Superbowl League è stato fino al 2007 il campionato italiano di football americano organizzato dalla NFL Italia.

## Struttura
Il campionato era strutturato in un torneo a ventinove squadre suddivise in serie A1 e A2.
In serie A1 le squadre potevano allineare giocatori stranieri, in serie A2 non erano consentiti.

## A1 Superbowl League
Ogni squadra disputava una partita contro tutte le altre più il ritorno con due di esse.
Le prime due classificate al termine della regular season accedevano direttamente alle semifinali, giocando in casa.
La terza, la quarta e la quinta classificata accedevano alle wild card, ed a loro si univa la vincente della serie A2. La vincente della serie A2 aveva diritto di dotarsi dello stesso numero di americani/stranieri previsto per la serie A1. Poteva inoltre rinunciare a disputare la wild card, nel qual caso la 3ª Classificata passava direttamente in semifinale.
L'accoppiamento delle wild card era  il seguente:
3ª Classificata – Vincitrice serie A2
4ª Classificata – 5ª Classificata.
L'accoppiamento alle semifinali vedrà:
1ª Classificata RS - Peggior record WC
2ª Classificata RS – Miglior record WC
Le vincenti si sfidano nel Superbowl, che coronava la squadra campione.

## A2 Superbowl League
In Serie A2 le squadre si dividevano in gironi nei quali erano previsti incontri di andata e ritorno oltre ad una partita Interdivisionale. Venne adottata la classifica nazionale unica su base ranking.ll ranking viene stabilito in base alle classifiche finali delle serie A, B e C del campionato precedente. Per le neo-iscritte la posizione in classifica viene stabilita in base alla data d'iscrizione al Campionato NFL Italia.Tale sistema permetteva di avere una graduatoria di merito tecnico, laddove l'accesso alla post season su base classifica di division avrebbe potuto portare all'esclusione di squadre tecnicamente meritevoli, unicamente a causa d'inserimento in division territoriali comprendenti squadre più forti che in un'altra division. L'interdivisionale era stato inoltre inserito per poter permettere un riallineamento, a livello di classifica nazionale, del ranking.
Accedevano ai quarti di finale le prime quattro qualificate, quali squadre home.
Dalla quinta alla dodicesima classificata, incrociate in base alla classifica (5 vs 12, 6 vs 11, 7 vs 10, 8 vs 9) disputavano una wild card per accedere quali squadre away ai quarti di finale.
L'accoppiamento nei quarti vedeva:
1 vs (v. 8vs9)  - A
2 vs (v.7vs10) - B
3 vs (v.6vs11) - C
4 vs (v.5vs12) - D
L'accoppiamento alle semifinali vedeva:
A vs D
B vs C
Le vincenti delle semifinali si incontravano nel SilverBowl.

## Final Six
Dopo la stagione regolare, le migliori sei formazioni disputavano i play-off scudetto, denominati fase Final Six: è strutturata con le prime due della stagione regolare di serie A1 accedevano direttamente alle semifinali, la terza giocava un turno preliminare (Wild card) con la vincente della serie A2 (SilverBowl), la quarta di A1 disputava la seconda wild card contro la quinta di A1. Le due vincenti delle due semifinali disputavano il Superbowl italiano.